# Пепелин, Борис Алексеевич
Борис Алексеевич Пепелин (20 июля 1928 — ?, Москва) — советский инженер-механик, организатор автомобильной промышленности СССР, лауреат Ленинской премии (1966).

## Биография
Борис Алексеевич Пепелин родился 20 июля 1928 года.
- 1943 год — 1945 год — работал слесарем на железной дороге.
- 1949 год — окончил Московский автомеханический техникум.
- С 1949 года — научный сотрудник НИИИ технологии автомобильной промышленности (НИИТАП).
- 1956 год — окончил вечернее отделение Московского автомеханического института.
- 1959 год — принят в члены КПСС.
- С 1959 года — начальник лаборатории НИИТАП.
- 1966 год — лауреат Ленинской премии (наряду с А. В. Бутузовым, В. Д . Вербицким, Н. А. Ковалёвым, Н. А. Матвеевым, Н. М. Ефимовым, И. Б. Соколом, К. Л. Раскиным, В. И. Зильбербергом) за участие в создании и внедрении типового автоматического производства деталей машин методом литья по выплавляемым моделям[2][3].

Умер в Москве.

## Награды
- Ленинская премия (1966)

## Публикации
- Матвеев Н. А., Пепелин Б. А. Механизация и автоматизация литья по выплавляемым моделям. — М.: Машиностроение, 1970. — 33 с.